# ADN triplex

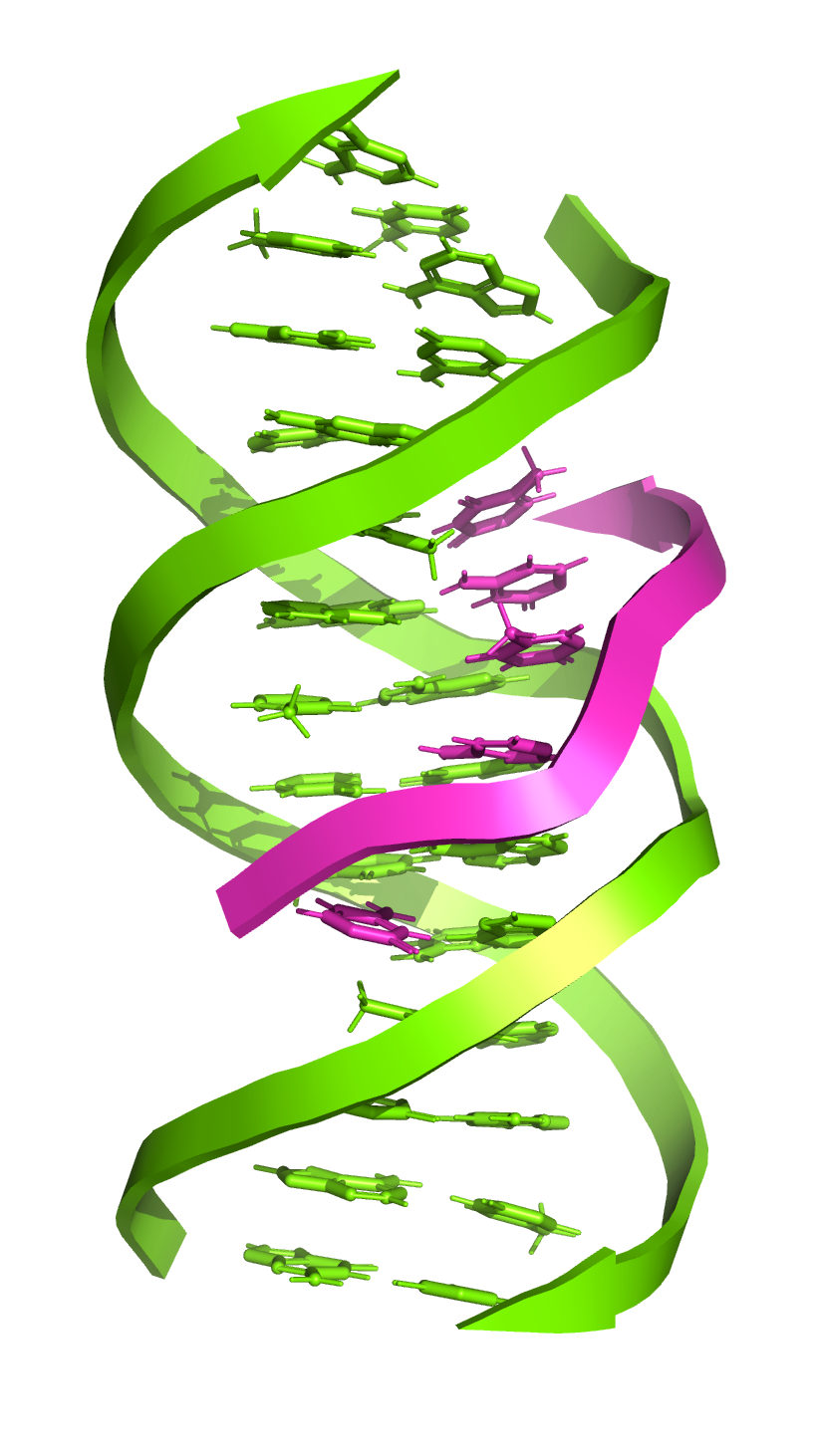
Structure d'un ADN triplex. Les flèches vont dans le sens 5' vers 3'.

L'ADN triplex, ou ADN triple brin, correspond à l'ADN H, structure dans laquelle trois brins d'ADN s'enroulent l'un autour de l'autre pour former une triple hélice. Plus précisément, le troisième brin d'ADN s'insère dans le grand sillon de l'ADN B, bicaténaire et uni par liaisons hydrogène de type Watson–Crick, à travers un appariement Hoogsteen direct ou inverse.

## Histoire
L'hypothèse de l'ADN à triple hélice était assez répandue dans les années
1950, lorsque les scientifiques cherchaient à découvrir la véritable forme structurelle de l'ADN. Watson et Crick (tous deux prix Nobel de médecine en 1962) ont d’abord envisagé un modèle à triple hélice, tout comme Pauling et Corey, qui ont ensuite publié une proposition de leur modèle en 1953. Cependant, Watson et Crick ont identifié plusieurs des problèmes de ce modèle :

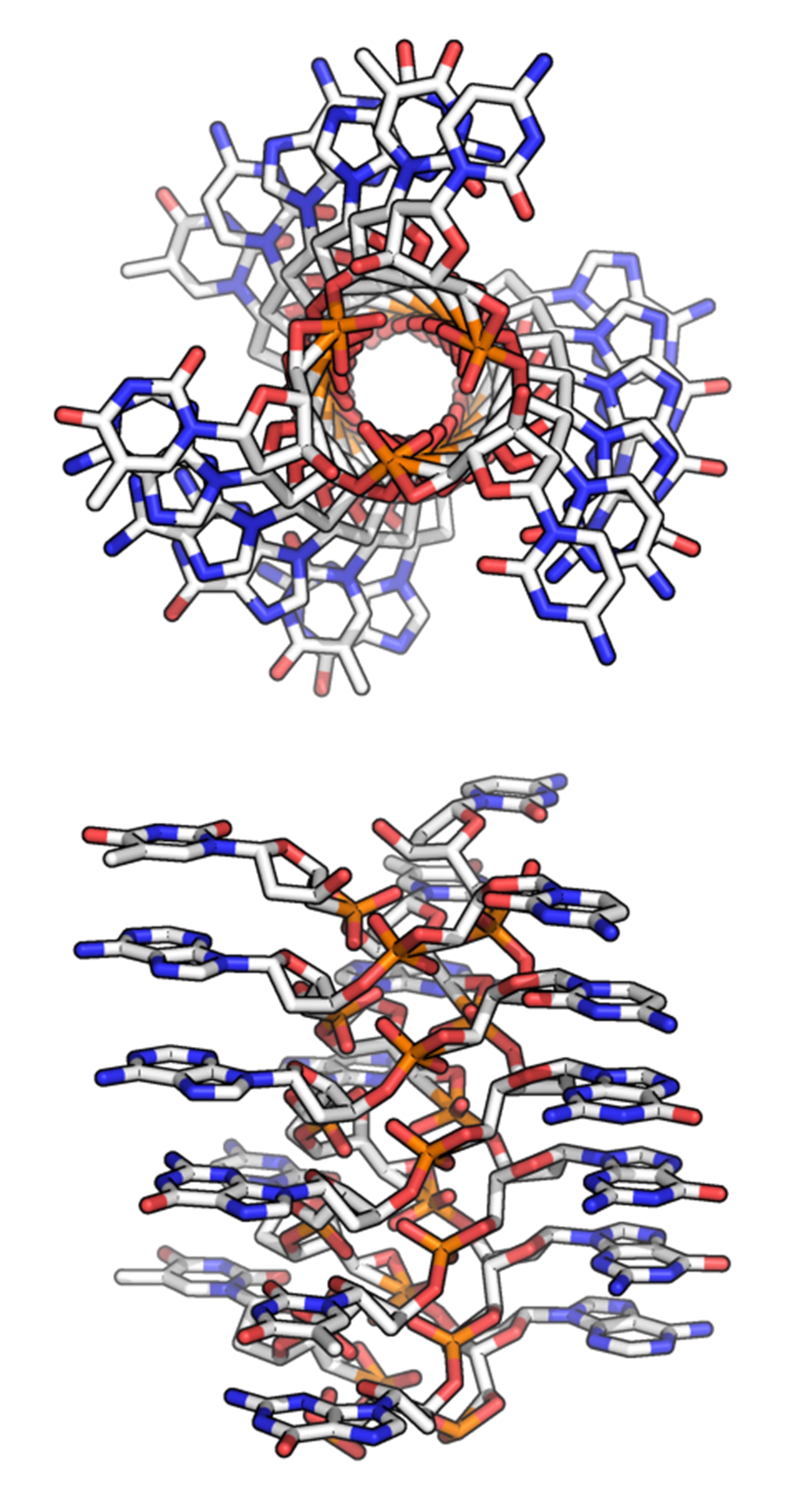
Structure de l'ADN proposée par Pauling et Corey en 1953 (mais aujourd'hui réfutée)

Les phosphates chargés négativement se repoussent, la structure devrait ainsi être instable
Dans un modèle à triple hélice (en particulier celui de Pauling), certains rayon de van der Waals semblent trop petits.
Le modèle de Fraser diffère par le fait que dans son modèle, les phosphates sont à l’extérieur et les bases à l’intérieur, liées par des liaisons hydrogène. Cependant, Watson et Crick ont trouvé le modèle de Fraser trop mal défini pour commenter spécifiquement ses insuffisances.
Une structure alternative d’ADN triple brin a été décrite en 1957 par   Felsenfeld, Davies et Rich qui ont prédit que l’ADN triplex (ADN-H) devrait être composé d’un brin composé uniquement de purine et les deux autres uniquement de pyrimidine. Les premiers modèles ont suggéré des interactions (appariement Hoogsteen) situées dans le sillon principal. Des hélices triples composées d’un brin pyrimidiques et de deux brins puridiques ont été prédites par la suite.

## Structures et typologies
Une paire de bases Watson–Crick telle que thymine–adénine, notée T-A, peut former un appariement Hoogsteen avec une autre thymine, donnant un triplet de bases noté T-A*T. En conditions acides, une cytosine protonée, notée C+, peut se lier à une paire cytosine–guanine, notée C-G, l'ensemble donnant un triplet C-G*C+. Les triplets de bases T-A*T et C-G*C+ sont les plus stables, tandis que les triplets de bases T-A*G et C-G*G sont les moins stables.
On connaît deux types d'ADN triplex : les formations intermoléculaires et les formations intramoléculaires. Les premières font intervenir un ADN bicaténaire et un troisième brin d'une autre molécule d'ADN, ce troisième brin pouvant provenir d'un chromosome voisin ou d'un fragment de TFO, ou Triplex-Forming Oligonucleotides en anglais. Les ADN triplex intramoléculaires, quant à eux, se forment à partir d'un ADN bicaténaire présentant des brins d'homopurine et d'homopyrimidine ayant une symétrie de séquence en miroir. Le degré de surenroulement de l'ADN influence sa capacité à former des triplex.
Il existe deux types de triplex intramoléculaires l'ADN H et l'ADN H*. L'ADN H est stabilisé par des conditions acides et la présence de cations divalents tels que ceux de magnésium Mg2+. Dans cette configuration, le brin d'homopyrimidine de l'ADN bicaténaire se replie pour se lier au brin de purine de manière parallèle. Les triplets de bases qui stabilisent cette configuration sont T-A*T et C-G*C+. La cytosine de ce triplet doit être protonée afin de pouvoir établir la liaison hydrogène stabilisant cette configuration par appariement Hoogsteen, raison pour laquelle cela nécessite des conditions acides. L'ADN H* se forme à pH neutre et en présence de cations divalents. Il s'agit d'un repliement intramoléculaire permettant la liaison antiparallèle de brins homopurine et purine. Cette configuration est stabilisée par les triplets T-A*A et C-G*G,.

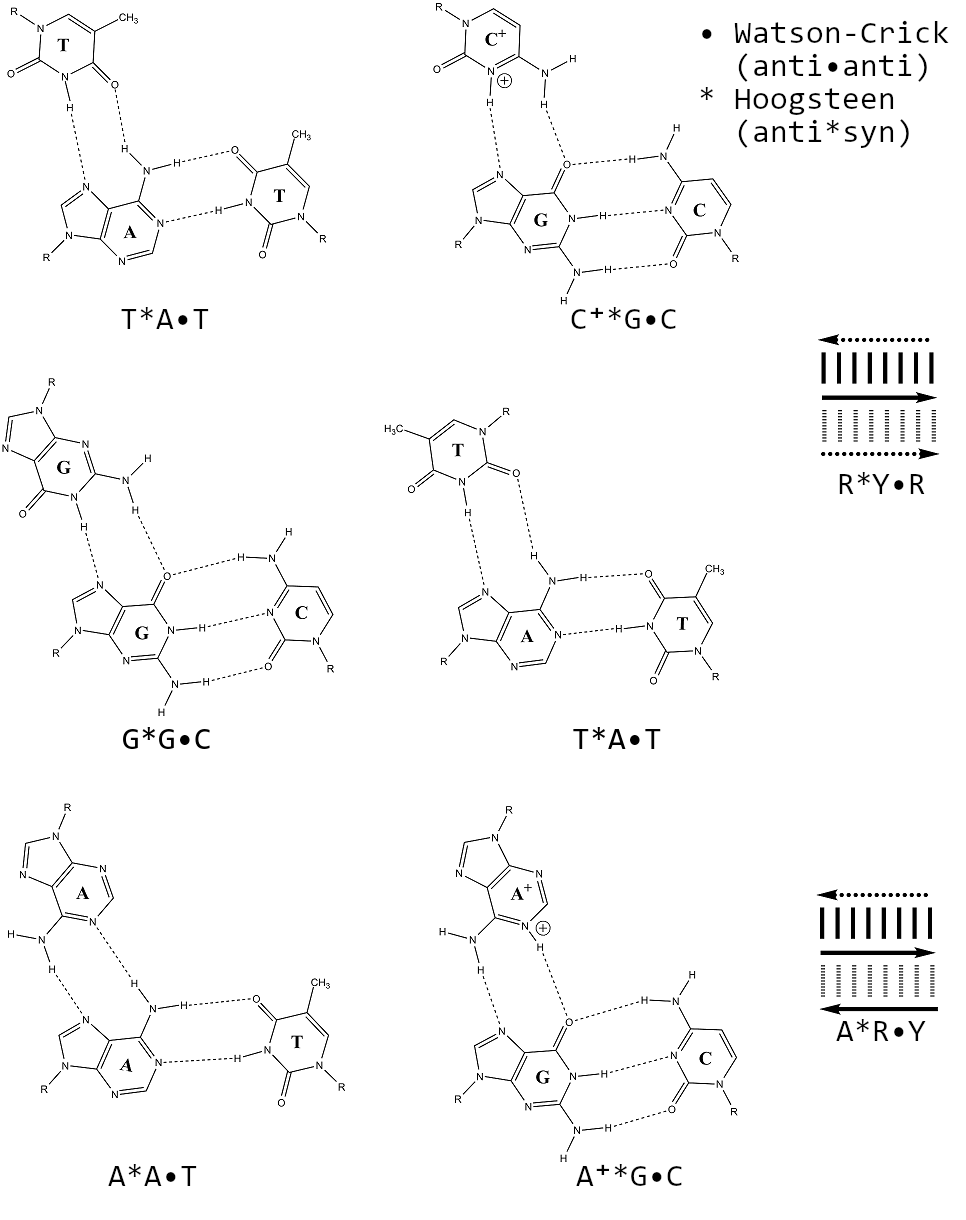
Appariements Hoogsteen d'ADN triplex. Sont représentés de gauche à droite et de haut en bas les triplets TA*T, CG*C+, CG*G, TA*T, TA*A et CG*A+.

## Fonction
La formation d'ADN triplex a été reliée à la régulation de plusieurs gènes. Par exemple, le gène régulateur (en) c-myc (MYC (en)) a été intensivement étudié en y introduisant des mutations pour y observer l'effet de l'ADN triplex par rapport à celui de l'ADN bicaténaire dans la régulation. Un élément promoteur, dit NSE pour Nuclease-Sensitive Element, peut former des triplexes intramoléculaires en tandem de type ADN H et présente des séquences (ACCCTCCCC)4 répétées en tandem.
Un NSE muté a été étudié par rapport à l'activité de transcription et à sa capacité à former des triplex intramoléculaires et intermoléculaires. L'activité de transcription de ces NSE mutants peut être prédite par la capacité de l'élément à former de l'ADN H et non en fonction du nombre ou de la position des paires de bases altérées par mutation. L'ADN lui-même intervient donc peut-être de façon active dans la transcription du gène c-myc.